# 넬송 세메두
넬송 카브랄 세메두(포르투갈어: Nélson Cabral Semedo, 1993년 11월 16일 ~ )는 포르투갈의 축구 선수로, 포지션은 라이트 백이다. 현재 튀르키예 쉬페르리그의 페네르바흐체 소속이다.

## 개요
포르투갈 국적의 축구선수. 현 울버햄튼 원더러스 FC 소속으로 포지션은 라이트백.

## 선수 경력
신트렌세 유스팀 출신으로 2011년 신트렌세에서 데뷔했으며 2년간 뛰고 벤피카 B팀으로 이적해 4년간 소속되어 있었다.그러다 중간에 파티마로 임대를 갔다.
파티마에서 1년을 뛰고 벤피카로 복귀하여 B팀에서 뛰었다. 2015년부터 벤피카 1군 팀에 데뷔했지만 부상으로 4달 결장했고 시즌 막판에는 2군으로 내려갔다. 16/17시즌부터 주전으로 활약했고 시즌이 끝나고 바르셀로나로 이적했다.

### 벤피카
리스본에서 태어난 세메두는 신트렌스의 유소년 시스템을 거쳐 성장했으며, 17세의 나이에 1군 데뷔를 했다. 2012년 1월 12일, 그는 마누엘 리즈와 함께 벤피카와 5년 계약을 체결했으며, 이 계약은 2012년 7월 1일부터 발효되었다. 이후 두 선수는 3부 리그의 파티마로 임대되어 한 시즌을 보냈다.
세메두는 2013년 여름에 벤피카로 복귀하여 세군다 리가에 속한 B팀에 배정되었고, 8월 10일 트로펜세와의 원정 경기에서 0–0 무승부를 기록하며 프로 데뷔전을 치렀다. B팀에서 거의 60경기를 소화한 그는 오랫동안 1군의 주전이었던 막시 페레이라의 후계자로 주목받았다.

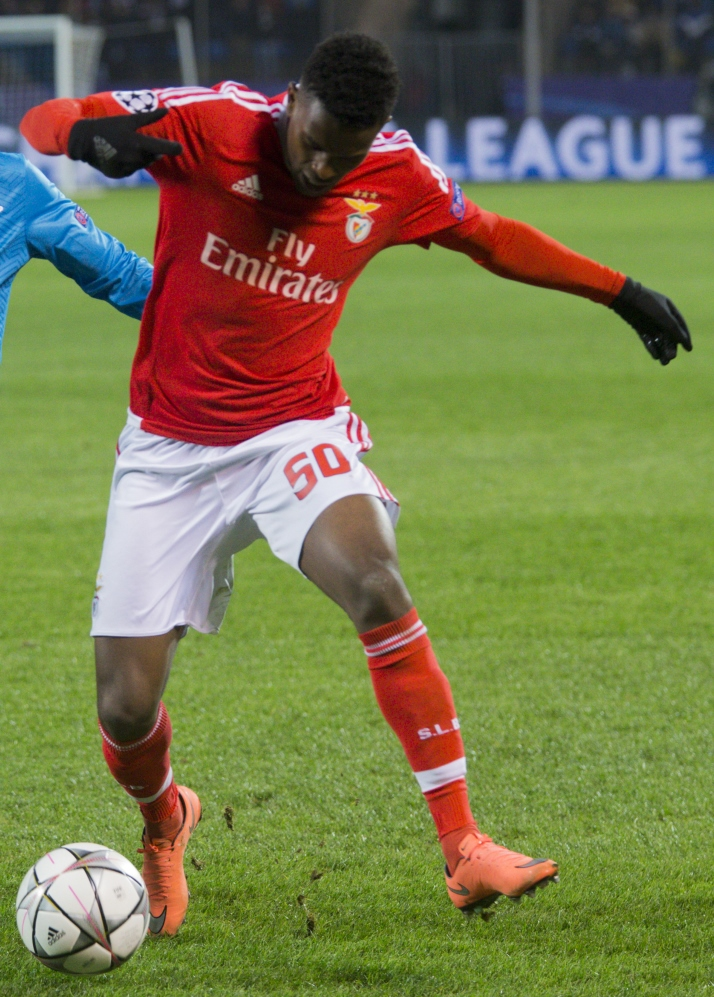
세메두는 벤피카 소속으로 UEFA 챔피언스리그 경기에 출전했다.

페레이라가 팀을 떠난 후, 세메두는 계약을 2021년까지 연장하고 2015년 7월 북미 프리시즌 투어에 1군 선수로 참가했다. 2015년 8월 9일, 그는 수페르타사 칸디두 드 올리베이라에서 스포르팅 CP를 상대로 한 경기에서 1군 데뷔전을 치렀고, 0–1로 패했다. 일주일 후에는 프리메이라 리가에서 에스토릴을 상대로 한 홈경기에서 4–0 승리를 거두며 첫 골을 기록했다.
선발 명단에 자리를 잡은 후, 세메두는 2015년 10월 포르투갈 국가대표팀 소집 중 무릎 부상을 입으며 좌절을 겪었다. 오른쪽 무릎 부상으로 수술이 필요했으며, 그는 약 두 달간 결장이 예상되었다. 이듬해 1월 초 복귀했지만 이전의 기량을 회복하지 못했고, 안드레 알메이다에게 자리를 내주었다. 세메두는 시즌을 B팀에서 마무리했다.
2016–17 시즌, 세메두는 다시 주전 자리를 되찾았고, 벤피카가 역사적인 리그 4연패를 달성하는 데 있어 팀 내 세 번째로 많은 출전 시간을 기록했다. 그는 리그에서 아로우카와의 원정 경기에서 한 골을 넣었으며, UEFA 챔피언스리그 조별리그 베식타슈와의 경기에서는 3–3 무승부를 기록하는 동안 또 한 골을 기록했다.
2017년 5월 28일 열린 타사 드 포르투갈 결승전에서 세메두는 에두아르도 살비오의 두 번째 골을 어시스트했고, 벤피카는 비토리아 드 기마랑이스를 2–1로 꺾고 우승을 차지했다. 시즌 동안의 활약으로 그는 포르투갈 프로축구연맹으로부터 올해의 돌파상(Breakthrough Player of the Year)을 수상했다.

### 바르셀로나
2017년 7월 13일, 바르셀로나는 세메두의 영입을 위해 벤피카와 합의했으며, 메디컬 테스트를 앞두고 있다고 발표했다. 다음 날 그는 5년 계약서에 서명했으며, 포르투갈 클럽은 기본 이적료 3,050만 유로에 더해, 바르셀로나에서 50경기 출전마다 최대 500만 유로의 추가 금액을 받을 수 있는 조건이었다. 세메두는 8월 16일 산티아고 베르나베우 스타디움에서 열린 수페르코파 데 에스파냐 2차전 레알 마드리드와의 경기에서 데뷔했으며, 팀은 0–2로 패했다.
세메두는 2017년 9월 13일 바르셀로나 소속으로 UEFA 챔피언스리그 데뷔전을 치렀고, 유벤투스를 3–0으로 꺾은 조별리그 경기에서 좋은 활약을 펼쳤다는 평가를 받았다. 그는 2019년 1월 27일 지로나와의 라리가 원정 경기에서 2–0 승리를 거두며 바르셀로나 소속으로 첫 공식 골이자 라리가 첫 골을 기록했다. 두 번째 골은 시즌 마지막 경기에서 알라베스를 상대로 5–0 승리를 거두는 중에 나왔다.

### 울버햄프턴 원더러스

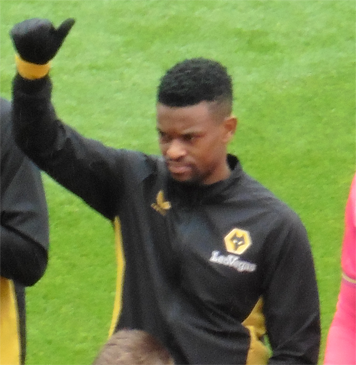
세메두는 2024년 3월, 울버햄프턴 원더러스 소속으로 출전했다.

2020년 9월 23일, 세메두는 잉글랜드 프리미어리그의 울버햄프턴 원더러스로 이적했고, 3년 계약(추가 2년 옵션 포함)을 체결했다. 이적료는 기본 3,000만 유로(약 2,750만 파운드)이며, 최대 920만 파운드의 추가 금액이 붙을 수 있는 조건이었다.
세메두는 2020년 9월 27일 웨스트햄 유나이티드와의 원정 경기에서 0–4로 패한 경기에서 울버햄프턴 및 프리미어리그 데뷔전을 치렀다. 그 다음 리그 경기였던 10월 4일 풀럼과의 홈경기에서는 몰리뉴 스타디움에서 첫 출전을 기록했으며, 팀은 1–0으로 승리했다. 그는 2021년 5월 23일, 누누 에스피리투 산투 감독의 마지막 경기였던 2020–21 시즌 프리미어리그 마지막 라운드에서 맨체스터 유나이티드를 상대로 1–2로 패한 경기에서 울버햄프턴 소속 첫 골을 넣었다.
2022년 2월 24일 프리미어리그 아스널과의 원정 경기 중 세메두는 햄스트링 부상을 입었으며, 이후 검진 결과 약 4~8주간 결장이 필요하다는 진단을 받았다. 당시 그는 2021–22 시즌 프리미어리그 25경기 중 23경기에 출전하고 있었다. 세메두는 2022년 4월 24일 번리와의 리그 경기에서 복귀하여 풀타임을 소화했다.
2023년 5월 19일, 울버햄프턴은 세메두의 계약 연장 옵션을 발동하여 2025년까지 재계약을 체결했다고 발표했다.
2024년 1월 16일, 세메두는 몰리뉴에서 열린 FA컵 3라운드 브렌트퍼드와의 재경기에서 두 시즌 만에 골을 넣었으며, 팀은 3–2로 승리했다. 직전 골도 2022년 1월 FA컵 셰필드 유나이티드전에서 몰리뉴에서 기록한 것이었다. 이 골로 인해 그는 2024년 1월 16일까지 프리미어리그 114경기에서 기록한 1골보다 FA컵 3라운드에서 넣은 골 수(2골)가 더 많아지게 되었다.
2024년 12월 13일, 세메두는 마리오 레미나로부터 주장을 넘겨받으며 울버햄프턴의 새로운 팀 주장이 되었다.

## 국가대표 경력

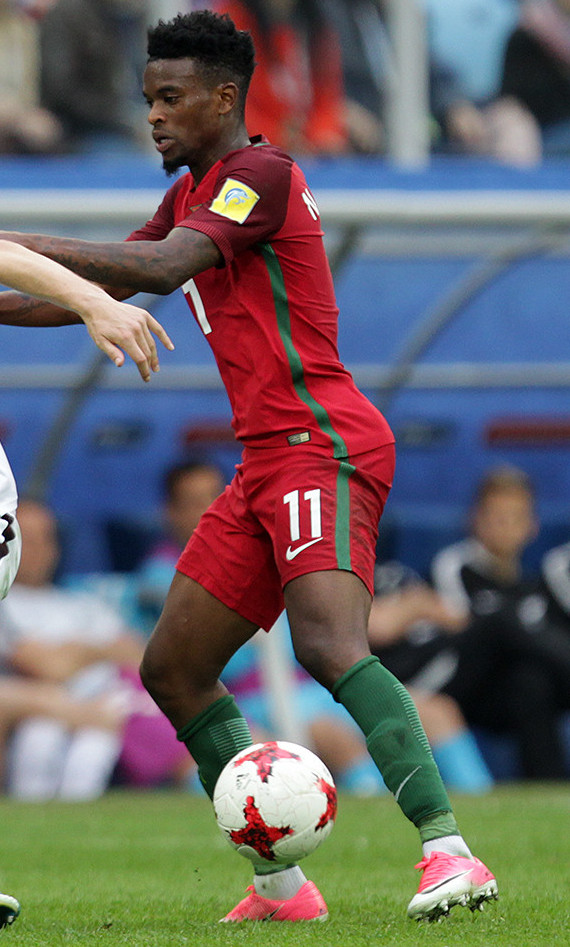
세메두는 2017년 FIFA 컨페더레이션스컵에서 포르투갈 대표로 출전했다.

세메두는 카보베르데 혈통이며, 2015년 10월 2일, UEFA 유로 2016 예선 덴마크와 세르비아전을 앞두고 포르투갈 국가대표팀에 처음으로 소집되었다. 그는 세르비아전에서 A매치 데뷔전을 치렀으며, 베오그라드 파르티잔 스타디움에서 열린 이 경기에서 풀타임을 소화하며 팀의 2–1 승리에 기여했다.
세메두는 포르투갈의 2017년 FIFA 컨페더레이션스컵 대표팀에 선발되었으며, 조별리그 마지막 경기였던 뉴질랜드전에서 출전하여 4–0 승리를 거두었다. 또한 멕시코와의 3위 결정전에도 출전했으며, 연장 후반 106분에 퇴장당했으나 팀은 동메달을 획득했다.
세메두는 2018년 FIFA 월드컵을 위한 포르투갈의 35인 예비 명단에 포함되었지만, 최종 23인 명단에는 들지 못했다.
2022년 10월, 그는 카타르에서 열린 2022년 FIFA 월드컵을 위한 포르투갈의 55인 예비 명단에 이름을 올렸다.